# Sikar (ciutat)
Sikar (hindi सीकर) és una ciutat i municipalitat del Rajasthan, a la regió del Shekhawati. És la capital del districte de Sikar. Està situada a 27° 37′ N, 75° 09′ E / 27.62°N,75.15°E. Consta al cens de 2001 amb una població de 184.904 habitants; un segle abans, el 1901, tenia 21.523 habitants. La ciutat vella està emmurallada i inclou diversos grans mercats i el palau del rao, en alt i il·luminat de nit.

## Història
Fou capital del principat de Sikar